# Los Angeles Lakers
Los Angeles Lakers son un equipo profesional de baloncesto de los Estados Unidos con sede en Los Ángeles, California. Compiten en la División Pacífico de la Conferencia Oeste de la National Basketball Association (NBA) y disputan sus partidos como locales en el Crypto.com Arena, ubicado en el downtown de la ciudad.
Campeones de la NBA en 17 ocasiones, es el segundo equipo más laurerado de la NBA, superado por los Boston Celtics. Poseen el récord de más partidos consecutivos ganados (33) en la historia del deporte profesional estadounidense, llegando a estar imbatidos desde el 5 de noviembre de 1971 hasta el 7 de enero de 1972, fecha en la que perdieron ante Milwaukee Bucks. Los Lakers solo han faltado en los playoffs diez veces en su historia.
24 jugadores miembros del Basketball Hall of Fame han jugado en los Lakers, mientras otros cinco han entrenado al equipo. Cuatro lakers —Kareem Abdul-Jabbar, Magic Johnson, Shaquille O'Neal y Kobe Bryant— han conseguido ganar el MVP de la Temporada de la NBA, para un total de 11 galardones.

## Historia

### 1947-1959: Mineápolis y la primera dinastía
Los Lakers fueron fundados en la National Basketball League (NBL) en 1947, cuando Ben Berger y Morris Chalfen compraron los desaparecidos Detroit Gems y establecieron su nuevo equipo en Mineápolis. El nombre Lakers, que puede traducirse al español como lacustres, procede de esa etapa en Minnesota, Estado que recibe el apelativo de Land of 10,000 Lakes ("Tierra de los 10.000 lagos"), en referencia a la cantidad de lagos existentes allí.
La llegada de George Mikan impulsó la primera dinastía en la NBA. Este potente pívot de 2,08 comenzó en la NBL. En su segunda temporada, el propietario del equipo creó una liga profesional paralela, la Professional Basketball League of America, que fracasó al año de su arranque, lo que propició que, en un draft especial recalara en Minneapolis Lakers, entonces en la BAA.
Con Mikan, el nuevo entrenador John Kundla y la llegada de exjugadores de la Universidad de Minnesota, los Lakers ganaron el campeonato de la NBL en la temporada 1947-48 y junto con otros tres equipos de la liga dieron el salto a la Basketball Association of America, donde ganaron el campeonato de 1948-49 de la BAA. La NBL y la BAA se fusionaron para convertirse en la NBA en 1949.
Minneapolis Lakers fue el equipo más importante de la recién fundada NBA. Con miembros del Hall of Fame como George Mikan, Vern Mikkelsen, Jim Pollard, Slater Martin y Clyde Lovellette, se convirtieron en la primera dinastía de la NBA, ganando cinco campeonatos en seis años (1949, 1950, 1952, 1953 y 1954).
En la temporada 1958-59 llegó a Mineápolis, vía draft, la segunda gran estrella en la historia de los Lakers, Elgin Baylor. El novato se alzó con el Rookie del Año y logró revitalizar al equipo, que volvió a llegar a las finales en 1959. Al final de la temporada, Kundla presentó su dimisión como entrenador. Se fue con cinco títulos como entrenador de los Lakers.

### 1960-1974: traslado a Los Ángeles y la era de Jerry West
Desde la retirada de Mikan, los Lakers perdieron afición, la asistencia al Minneapolis Auditorium había disminuido. Esto llevó a la franquicia a replantearse la situación e hizo que en 1957, Ben Berger terminara vendiendo el equipo a Bob Short. Este manifestó su intención de trasladar el equipo a otra ciudad si no obtenía el apoyo de los aficionados de Mineápolis. El 25 de abril de 1960, Bob Short anunció que los Minneapolis Lakers pasaba a denominarse Los Angeles Lakers. El equipo se marchaba a California.

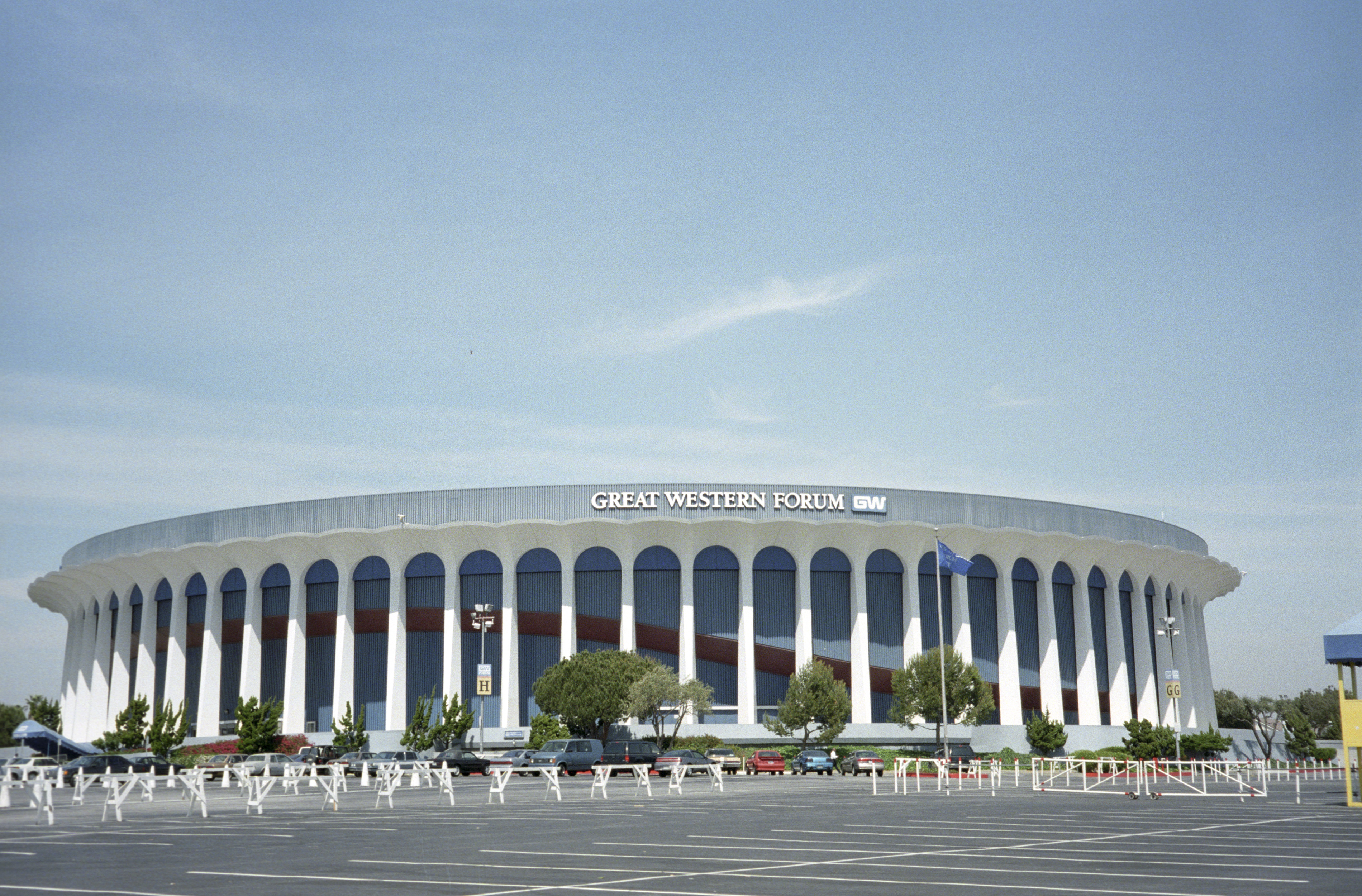
El recinto The Forum de Inglewood (condado de Los Ángeles), pabellón del equipo desde 1967 hasta 1999.

Short llegó a Los Ángeles con un equipo competitivo, aunque alejado del potencial de Boston Celtics y Saint Louis Hawks. El mejor refuerzo iba a proceder de nuevo del draft. Se trataba de Jerry West, elegido en 2.ª posición procedente de West Virginia. Con West llegó también Fred Schaus, su entrenador en la universidad. El técnico se mantuvo hasta 1967 y devolvió a los Lakers a unas finales en la campaña 1961-62, pero cayeron derrotados ante Boston Celtics por 4-3. Esta sería la tónica general de su estancia en Los Ángeles, en 7 años jugó nada menos que 4 finales, cayendo en todas a manos de los Celtics de Red Auerbach y Bill Russell. En esas finales de 1962, Baylor estableció un récord de anotación en playoffs que perduró hasta 1986. Los 61 puntos que endosó a Boston el 14 de abril solo han sido superados por Michael Jordan, que precisamente rompió este récord en Boston con 63 puntos, 24 años después. Esta época vio nacer una rivalidad con los Celtics que aún perdura.
Los movimientos también se sucedieron en las oficinas, Jack Kent Cooke se convirtió en 1965 en el nuevo propietario del equipo tras comprar la franquicia por 5 millones de dólares. Los Angeles Lakers dejaron el Sports Arena y se mudaron al flamante Forum en 1967, con la llegada del nuevo entrenador Bill van Breda Kolff, quien se mantuvo hasta 1969, dos temporadas donde los angelinos llegaron a sendas finales con idéntica suerte, 4-3 para Boston.
Para frenar el efecto de Bill Russell, Cooke se hizo con el cuatro veces MVP, Wilt Chamberlain, formando con Baylor y West, un trío anotador muy prolífico. Goodrich, uno de los jugadores clave de estos Lakers, se marchó a Phoenix Suns debido al draft de expansión de esa temporada.
Empezaron la década como la acabaron, llegando a las finales pero cayendo ante los New York Knicks de Willis Reed y Walt Frazier.
Al año siguiente, en la temporada 1970-71, Gail Goodrich regresó al equipo pero Baylor se pasó el año en blanco. Pero la historia volvía a repetirse en Playoffs, en esta ocasión fueron los Milwaukee Bucks de Lew Alcindor los que ejercieron de verdugo en las finales de conferencia.
La 1971-72 fue una campaña histórica, la franquicia batió su récord de victorias, 69 (récord superado en la 1995-96 por Chicago Bulls y en la temporada 2015-16 por Golden State Warriors), incluyendo la mítica racha de 33 victorias consecutivas, la más larga en la historia del deporte americano profesional. Pusieron la guinda con el primer título en Los Ángeles, un campeonato que los Lakers no ganaban desde 1954. La temporada comenzó con la llegada de Bill Sharman, antiguo jugador de los Boston Celtics, como entrenador. Sharman explotó todas las cualidades defensivas de Chamberlain. Este experimento resultó muy exitoso, ya que Wilt fue elegido en el mejor quinteto defensivo de la temporada por primera vez en su carrera.
Gail Goodrich fue el máximo anotador del equipo con 25,9 puntos. Por fin, Wilt Chamberlain y Jerry West ganarían su primer y único título con los Lakers. Elgin Baylor se había retirado a mitad de la temporada, debido a una lesión de rodilla, lo cual condujo a dos grandes ironías del destino: el primer partido del equipo sin él, supuso el inicio de una racha de 33 partidos ganados consecutivamente, récord de todos los tiempos en la NBA (y en el deporte profesional estadounidense), y, además, al final de esa misma temporada, estando ya retirado, el equipo logró por fin conseguir el campeonato que a él se le negó durante toda su carrera.
Se vengaron, primero de Milwaukee y Jabbar venciendo en las Finales de Conferencia por 4-2, y después, en las Finales de la NBA, de los Knicks.
Un año después de la retirada de "Mr. Logo", ni siquiera se clasificarían para playoffs, por primera vez en 17 años.

### 1975-1979: la llegada de Kareem Abdul-Jabbar
En el verano de 1975 los Lakers ficharon a Kareem Abdul-Jabbar y Walt Wesley a través de un traspaso con los Milwaukee Bucks a cambio de Junior Bridgeman, Dave Meyers, Elmore Smith y Brian Winters. En su primer año en Los Ángeles, Abdul-Jabbar promedió 27,7 puntos, 16,9 rebotes, 5 asistencias y 4,1 tapones por partido y consiguió su cuarto premio como MVP de la NBA. Sin embargo, los Lakers no lograron clasificarse para Playoffs. Esta racha de dos temporadas seguidas fuera de la postemporada fue la más grande la historia de la franquicia hasta las seis seguidas a finales de la década de 2010.
Los Lakers regresaron a Playoffs en la temporada siguiente, de la mano de Jerry West en el banquillo en sustitución de Bill Sharman y de un Abdul-Jabbar que volvió a ser nombrado MVP. El equipo angelino acabó eliminado en semifinales de Conferencia ante los eventuales campeones, los Portland Trail Blazers de Bill Walton. Los Seattle SuperSonics hicieron lo propio en 1978 y 1979.

### 1979-1991: Magic Johnson y elShowtime

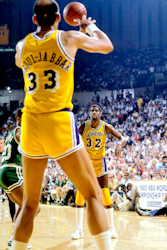
Magic Johnson y Kareem Abdul-Jabbar, máximos exponentes de los Lakers del Showtime.

1979 fue un año muy importante para los Lakers. En el Draft de ese año eligieron a Earvin "Magic" Johnson, base de Michigan State, en la primera posición global. Además, Jack Kent Cooke vendió el equipo al empresario Jerry Buss por 67,5 millones de dólares.
Kareem Abdul-Jabbar logró su sexto MVP y Los Ángeles finalizó con un récord de 62-20. Pero a pesar del MVP de Jabbar, el gran protagonista de la temporada fue Magic. No ganó el premio al Rookie del Año (lo ganó Larry Bird, su gran rival universitario que además jugaba en los Boston Celtics, el eterno rival de los Lakers), pero puso la guinda con el anillo de campeón en un sexto encuentro antológico. En la final esperaban los Philadelphia 76ers de Julius Erving. Jabbar no pudo jugar por culpa del tobillo y Magic, jugando de pívot, firmó 42 puntos, 15 rebotes y 7 asistencias para ganar el partido, el anillo y el MVP de las Finales.
Bajo el mando de Pat Riley, que sustituyó a Paul Westhead en la temporada 1981-82, el equipo se convirtió en el más dominante de los 80, logrando pasar de las 60 victorias en 6 temporadas, apareciendo en las finales ocho veces en la década y siendo coronados campeones en cinco ocasiones, incluyendo dos campeonatos consecutivos en 1987 (ante Boston Celtics) y 1988 (ante Detroit Pistons), el primer equipo en hacerlo desde Boston en 1969. A la historia pasaron los enfrentamientos que ofrecieron Lakers y Celtics en sus tres finales, con imágenes históricas como el junior sky-hook de Magic para ganar el cuarto partido de las finales de 1987 en el Boston Garden.
Junto a Johnson, James Worthy y Abdul Jabbar, los Lakers contaban con escuderos como Byron Scott, Michael Cooper, Kurt Rambis, Jamaal Wilkes o A.C. Green (estos dos últimos sin llegar a coincidir). El fin del showtime llegó tras la derrota en las finales de 1989 ante Detroit Pistons. Magic Johnson ganó su segundo MVP mientras que Abdul-Jabbar anunció su retirada del baloncesto profesional con 42 años. Jerry Buss, Jerry West y Pat Riley vieron la necesidad de reconstruir el equipo. De este modo se ponía fin a la década más exitosa de la historia de la franquicia.
Los Lakers parecieron adaptarse bien a la ausencia de Jabbar. El joven Vlade Divac ocupó su puesto como pívot titular, ayudando a los Lakers a ganar 63 partidos en la temporada 1989-90 y su noveno título de división consecutivo, siendo además Johnson nombrado de nuevo MVP. Pero en playoffs fueron eliminados sorprendentemente por Phoenix Suns en semifinales de Conferencia por 4-1. Riley decidió abandonar el banquillo y fue reemplazado por Mike Dunleavy. Michael Cooper, otro de los grandes de los años del Showtime, también se retiró.
Un año después el equipo alcanzó de nuevo las finales, aunque desgraciadamente se toparon con los Chicago Bulls de Michael Jordan y Phil Jackson, que comenzaban su nuevo reinado en la liga.
El 7 de noviembre de 1991, Magic Johnson conmocionó al mundo anunciando que era portador del virus VIH y que se retiraba inmediatamente. A pesar de su retiro, fue seleccionado para disputar el All-Star Game de 1992, donde fue nombrado MVP del partido.

### 1991-1996: después delShowtime
En 1992, 1993 y 1994 los Lakers pasaron su particular travesía por el desierto, solo dos participaciones en playoffs y cayendo en 1.ª ronda.
En la 1994-95, los Lakers fueron uno de los equipos más mejorados (48-34) y regresaron a los playoffs. Harris fue nombrado entrenador del año y Jerry West mejor ejecutivo. Ceballos se convirtió en el primer jugador de la franquicia en 20 años en anotar 50 puntos en un partido. Los Lakers ganaron su primera serie de playoffs en la era post-Magic, batiendo a Seattle, pese a que luego perdieron ante San Antonio Spurs. Al final del curso, Worthy se retiró del baloncesto tras 12 años vistiendo la camiseta de los Lakers.
El 30 de enero de 1996, Magic Johnson regresó a las canchas ante Golden State Warriors. Magic, que contaba con 36 años, jugó a un gran nivel en sus primeras semanas de su retorno y ayudó al equipo a cosechar un balance de 29-11 con él en pista. Los Lakers cayeron en primera ronda de playoffs en manos de Houston Rockets por 3-1, retirándose definitivamente Magic Johnson tras la eliminación.

### 1996-2016: la era de Kobe Bryant

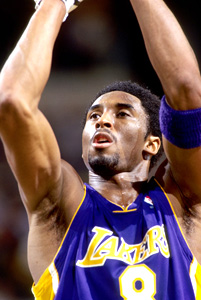
Kobe Bryant llegó a los Lakers en 1996. El escolta estuvo veinte años en el equipo y se convirtió en su máximo anotador histórico.

#### 1996-2004: Shaq y Kobe
Durante el verano de 1996, Jerry West logró el fichaje del pívot Shaquille O'Neal como agente libre procedente de los Orlando Magic. Unas semanas antes, en la noche del Draft, West traspasó a Vlade Divac a los Charlotte Hornets por los derechos del joven de 18 años Kobe Bryant. A lo largo de la temporada regular también traspasó a Cedric Ceballos a los Phoenix Suns a cambio de Robert Horry. Los Lakers consiguieron 56 victorias y derrotaron a los Portland Trail Blazers en la primera ronda de los Playoffs, pero en las semifinales de Conferencia cayeron ante los Utah Jazz de John Stockton y Karl Malone por 4-1.
En la temporada 1997-98, los Lakers consiguen el mejor inicio de temporada de la historia de la franquicia, con 11 victorias, y un balance final de 61-21. Además, cuatro jugadores de los Lakers (O'Neal, Bryant, Nick Van Exel y Eddie Jones) fueron escogidos para disputar el All-Star Game, algo que no ocurría desde 1983. Pero por segundo año consecutivo, los Jazz eliminaron a los Lakers, esta vez en las Finales de Conferencia por un contundente 4-0.

El año del lockout los Spurs les dieron todo un recital en semifinales de Conferencia venciéndoles por 4-0, a la postre los campeones de la liga. En esa serie, se jugaron los dos últimos partidos de playoffs en el Great Western Forum.

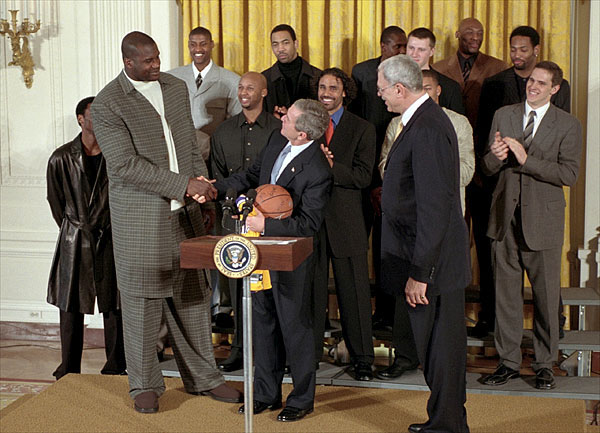
O'Neal y los Lakers en la Casa Blanca tras ganar el anillo de 2001.

La temporada 1999-2000 fue el principio de una nueva era en la historia de los Lakers. El equipo contrató al entrenador Phil Jackson, líder de los Chicago Bulls de Michael Jordan, y estrenaron nuevo pabellón: el Staples Center, ubicado en el centro de Los Ángeles, poniendo fin a treinta y un años en el Forum.
Tras una temporada regular brillante (67-15) en la que Shaquille O'Neal consiguió el MVP de la temporada y el MVP del All-Star Game, los Lakers llegaban a playoffs más fuertes que nunca en los últimos años. Sufrieron para eliminar a Sacramento Kings (3-2), aunque en las semifinales de Conferencia no tuvieron problemas en batir a Phoenix Suns. En las finales de Conferencia, Lakers derrotó en una intensa serie a Portland Trail Blazers por 4-3, después de llevar los angelinos una ventaja de 3-1. En el 7.º partido, el equipo remontó la mayor desventaja efectuada en el último cuarto en la historia de playoffs (13, superando el récord que ellos mismos ostentaban desde 1973 (6), compartido con los Warriors (1975) y los Bullets (1979)) para auparse a sus primeras finales desde 1991 tras superar finalmente 89-84 merced a un 31-13 en el último cuarto.
Tras eliminar a los Blazers, los Lakers se enfrentaron ante Indiana Pacers en las finales de 2000, las primeras desde 1991. El equipo venció en seis partidos, ganando el primer anillo desde el año 1988. O'Neal fue nombrado con su primer MVP de las finales, logrando su tercer MVP en esta temporada.
En los siguientes playoffs, los Lakers eliminaron a Portland, Sacramento y San Antonio sin perder ningún partido, llegando en un estado de forma magnífico a las Finales de la NBA que le enfrentaban a los Philadelphia 76ers de Allen Iverson. Tras empezar perdiendo, remontaron para llevarse un 4-1, logrando el back-to-back. Con promedios de 33 puntos y 15,8 rebotes por partido, O'Neal fue nombrado de nuevo MVP de las finales.
En la temporada 2001-02 se consumó el three-peat. Los Lakers se convertían en el primer equipo en lograr 16 victorias en los primeros 17 partidos de la liga desde los Bulls de la 1996-97. Secundarios como Ron Harper, Horace Grant, Tyronn Lue y Greg Foster, fueron reemplazados por Lindsey Hunter, Samaki Walker y Mitch Richmond.
Los Lakers llegaron a los playoffs como el tercer mejor equipo del Oeste. Eliminaron a Portland por tercera vez consecutiva, hicieron lo propio con los Spurs y en la final de Conferencia esperaban los Kings. Tras ir perdiendo 2-1 en la serie, el cuarto partido pudo sentenciar la eliminatoria y cambiar la historia de los Kings, pero Robert Horry salvó a los Lakers con un triple histórico. (100-99) para empatar la eliminatoria a dos. En el quinto partido, una canasta de Mike Bibby in extremis devolvía la ilusión a los de Sacramento, durándoles poco ya que los dos siguientes encuentros fueron victorias de los Lakers, y con ello, su pase a las finales.
En ellas se encontrarían con los New Jersey Nets de Jason Kidd, haciendo su primera aparición en unas finales. Los californianos solventaron la eliminatoria por la vía rápida, barriendo a su rival (4-0) y consiguiendo el three-peat (tercer anillo consecutivo). O'Neal fue galardonado con su tercer y último MVP de las finales, siendo junto a Michael Jordan el único jugador en conseguirlo de forma consecutiva 3 veces.
Un año después, la franquicia apenas consiguió las 50 victorias lastrada por las lesiones de O'Neal. Esto hizo que Bryant se convirtiera por primera vez en el máximo anotador del equipo durante la temporada regular superando al propio O'Neal. Ya en playoffs, superaron a Minnesota Timberwolves por 4-2, para caer en semifinales de Conferencia frente a, el a la postre campeón, San Antonio Spurs.
Tras el fracaso de la temporada 02-03, al año siguiente, la franquicia fichó a los veteranos Karl Malone y Gary Payton, que llegaron por poco dinero con la idea de ganar su primer anillo. Sobre el papel, Lakers conformaban un equipo para volver a ganar el anillo. Sin embargo fue un año duro, Malone se lesionó de la rodilla, Bryant fue acusado de agresión sexual y comenzaron los primeros roces entre O'Neal y Bryant.
Pese a ello el equipo ganó el título de División Pacífico. Sin Horry en playoffs, Derek Fisher salvó al equipo en el quinto duelo de las semifinales de Conferencia ante los Spurs anotando una canasta a falta de 0,4 segundos que daba el partido a los californianos. Posteriormente, los Lakers eliminarían a los propios Spurs y a Minnesota Timberwolves para acceder a las Finales de la NBA, donde cayeron ante Detroit Pistons por 4-1.

#### 2004-2007: la reconstrucción

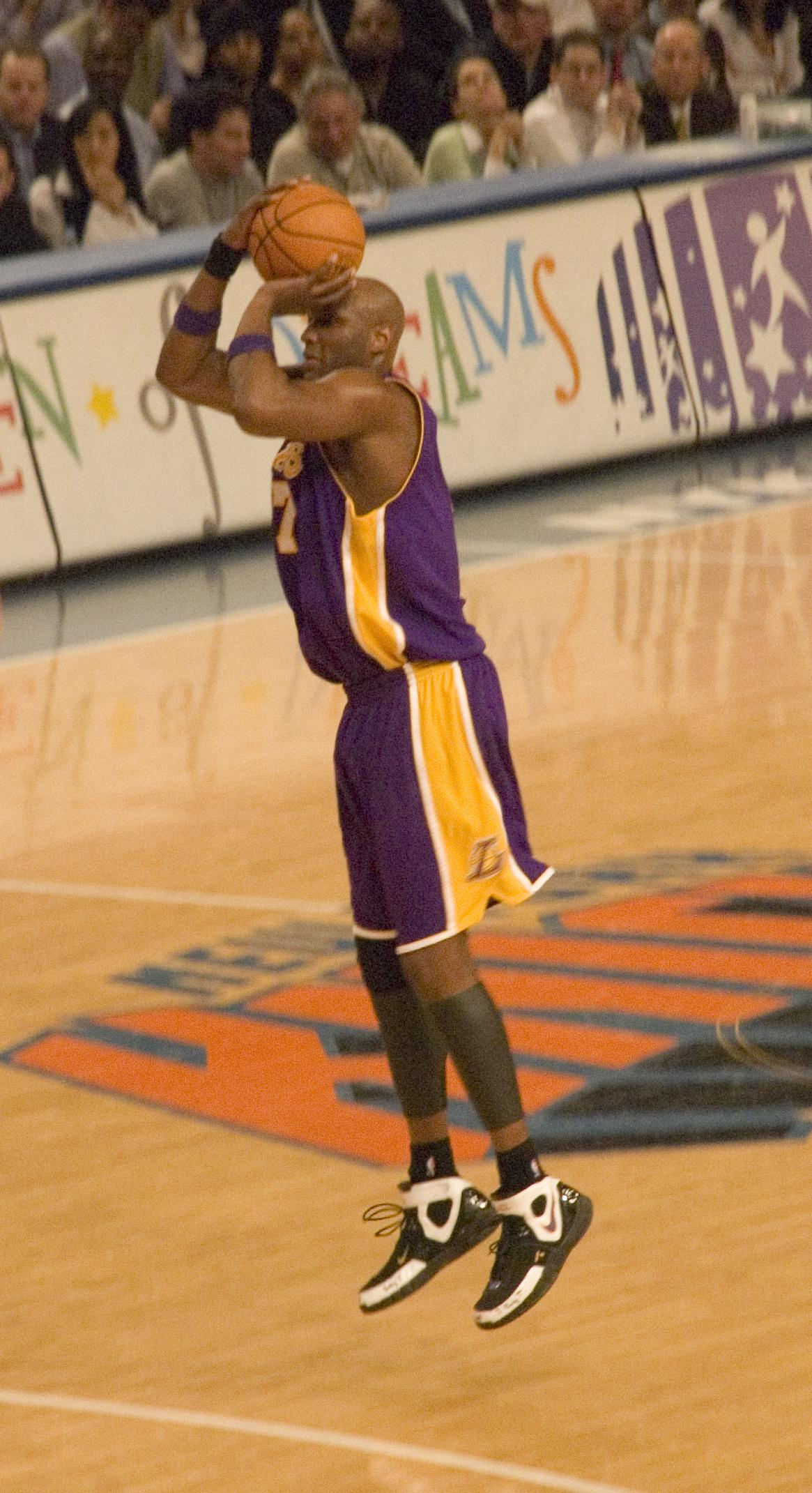
Lamar Odom llegó a los Lakers por O'Neal en 2004.

Tras el fracaso del año anterior los Lakers comenzaron su particular reconstrucción. Phil Jackson dejó el banquillo, siendo sustituido por Rudy Tomjanovich. Shaquille O'Neal se marchó rumbo a Miami a cambio de Lamar Odom, Brian Grant, Caron Butler y una futura elección de primera ronda del Draft. De igual modo, Rick Fox y Gary Payton fueron traspasados a los Boston Celtics por Chris Mihm, Marcus Banks y Chucky Atkins. Derek Fisher, descontento por la falta de minutos, firmó por Golden State, mientras que Karl Malone optó por retirarse.
A pesar de que la temporada 2004-05 comenzó bien, la marcha de Tomjanovich por cuestiones de salud, y las continuas lesiones de Kobe y de Odom afectaron al equipo, que no logró clasificarse para los playoffs por quinta vez en su historia. El equipo salió derrotado en 19 de los últimos 21 encuentros de la fase regular, para un balance final de 34-48.
La temporada 2005-06 estuvo marcada por el regreso de Phil Jackson al banquillo de los Lakers. El equipo fichó a Kwame Brown de Washington Wizards a cambio de Caron Butler y Chucky Atkins, y seleccionó en el draft a Andrew Bynum, procedente del instituto. El 22 de enero de 2006, Bryant entró en la historia de la NBA al anotar 81 puntos en la victoria ante Toronto Raptors. Fue la segunda máxima anotación en un partido, detrás de los 100 de Chamberlain en 1962.
Los Lakers se clasificaron para los playoffs con un balance de 45-37, pero cayeron derrotados en primera ronda frente a Phoenix Suns a pesar de ir ganando la eliminatoria por 3-1. El MVP Steve Nash lideró a los Suns en la remontada.

#### 2007-2010: el resurgir
Después de recuperar a Fisher, procedente de Utah Jazz el equipo tuvo un inicio de temporada bastante bueno, con una aportación notable de Andrew Bynum como pívot titular. Sin embargo, en enero una lesión obligó al entrenador a prescindir del pívot el resto de la temporada y buscar un sustituto de garantías: Pau Gasol. En una fugaz operación, Kwame Brown, Javaris Crittenton y Aaron McKie, además de los derechos sobre Marc Gasol y de dos elecciones de primera ronda para el Draft, fueron a parar a Memphis Grizzlies a cambio de Pau y una elección de segunda ronda. La llegada de Gasol y un Bryant estelar fueron las claves para que los Lakers finalizaran la temporada en el primer puesto de la Conferencia Oeste.
El 7 de mayo, Bryant fue nombrado por primera vez en su carrera MVP, por delante de Chris Paul y Kevin Garnett.

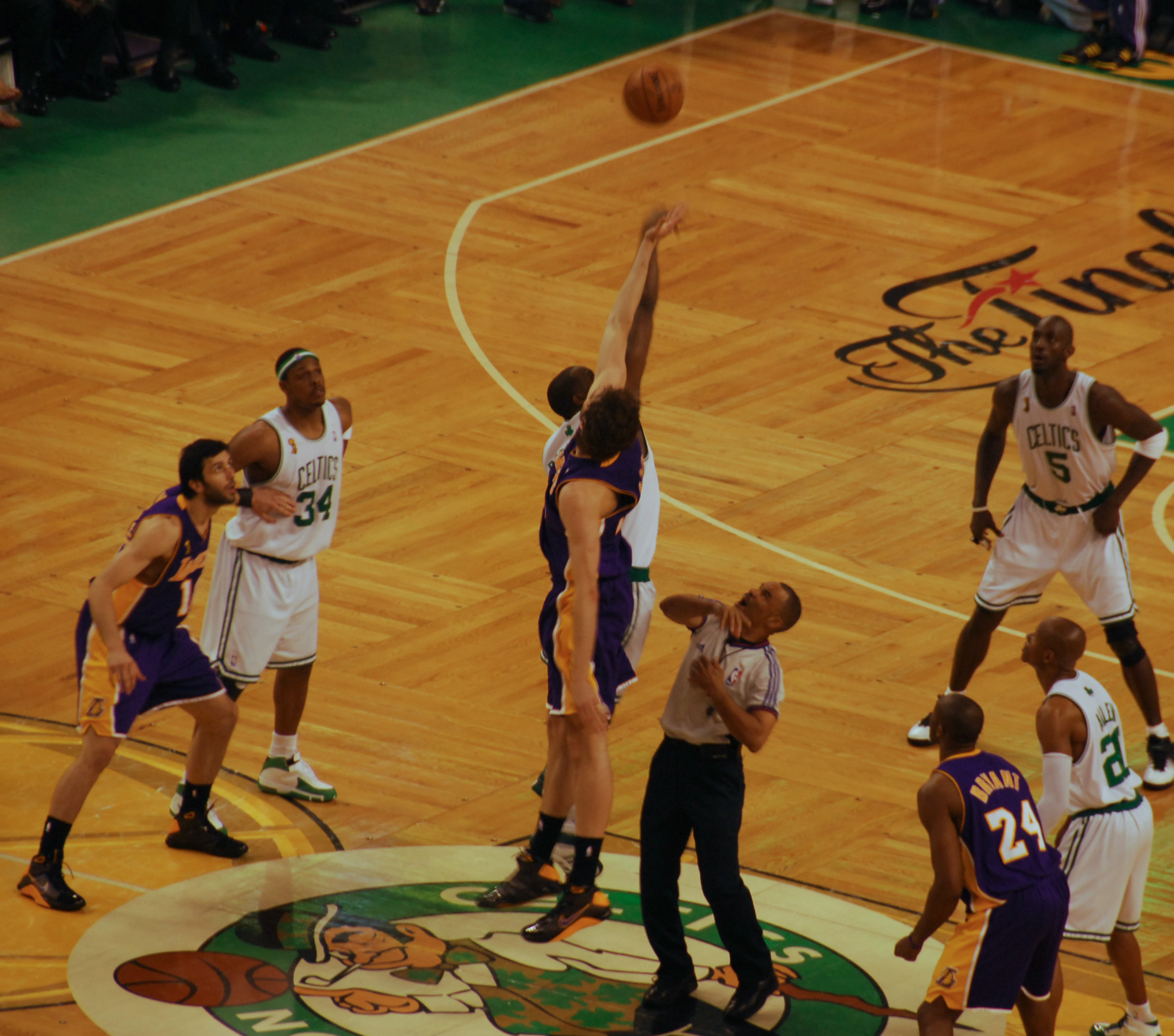
Salto inicial del segundo partido de las finales entre Kendrick Perkins y Pau Gasol.

En playoffs, los Lakers barrieron en primera ronda a Denver Nuggets por 4-0. En semifinales de Conferencia, su rival fue Utah Jazz. Tras comenzar los dos primeros partidos en casa ganando, los Lakers se dejaron empatar la eliminatoria a domicilio. Dos victorias más de los Lakers, una en casa y otra en Utah, certificaron el pase de los californianos a las finales de Conferencia. En ellas, eliminaron a San Antonio Spurs por 4-1 y accedieron a las Finales de la NBA por primera vez desde 2004. En el primer partido de la serie, los Lakers remontaron 20 puntos de diferencia a los Spurs para ganar el partido, mientras que en el segundo les derrotaron por un margen de 30 puntos (101-71). Ya en el quinto y a la postre último, Gasol batió su marca personal de rebotes en un partido con 19.
En las finales se encontraron con Boston Celtics 21 años después y jugaron sus primeras finales desde 2004 y la 29.ª en su historia. Tras dos victorias de los Celtics en Boston, la serie se fue para Los Ángeles con la obligación de los Lakers de ganar los tres partidos para continuar vivos en la lucha por el anillo. Ganaron el tercer y quinto encuentro de la serie, perdiendo el cuarto al dejar escapar una diferencia de 24 puntos sobre los Celtics (mayor remontada en la historia de las finales). Ya en el sexto, los Celtics sentenciaron con un claro 92-131.

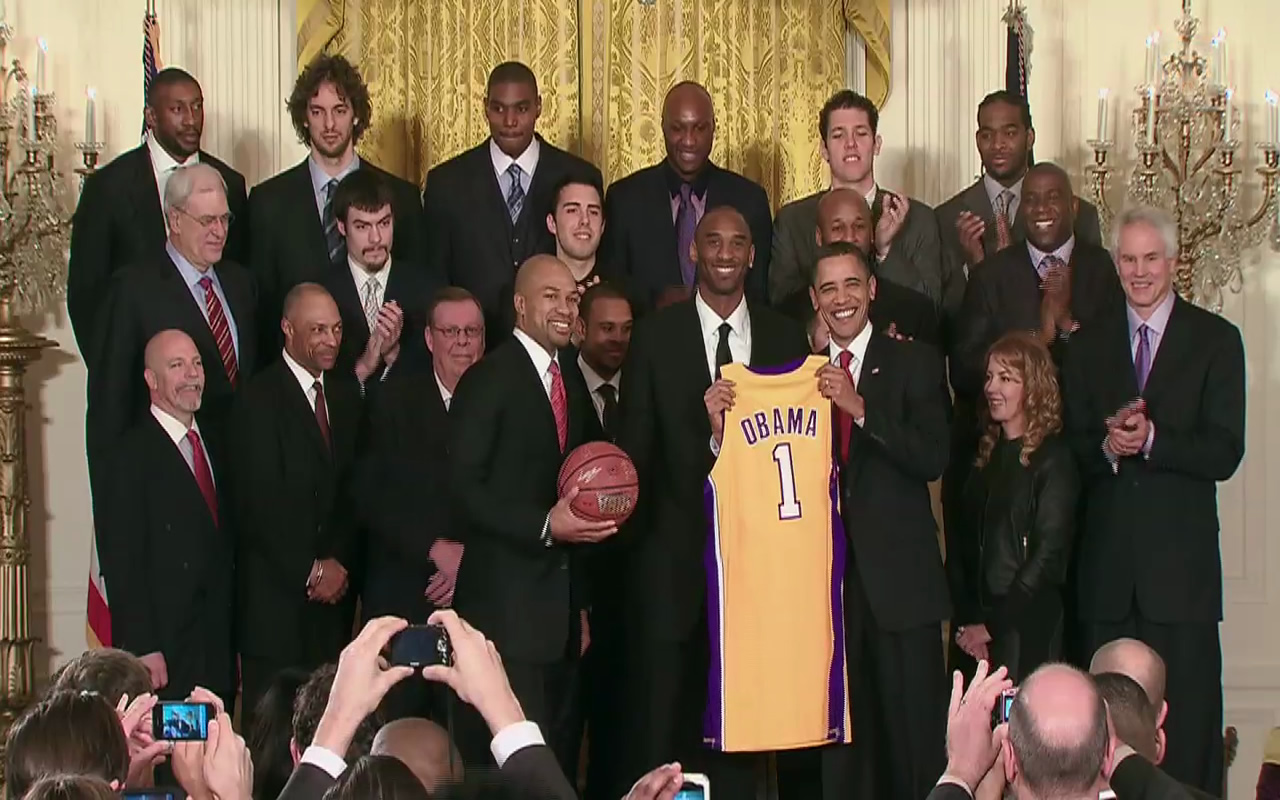
Los Lakers, recibidos por Obama tras ganar el título en 2009.

Al año siguiente, después de superar la dura derrota en las finales ante los Celtics, obtienen una temporada regular arrolladora en la que consiguen el mejor balance de victorias de la Conferencia Oeste (65-17). De esta manera los Lakers consiguen ingresar en los Playoffs fácilmente donde se enfrentan en primera ronda a los Utah Jazz, que logran vencer 4-1, para luego disputar una dura serie ante unos crecidos Houston Rockets, que dieron la pelea hasta el séptimo partido de la serie. En las finales de Conferencia los Lakers se enfrentarían a los Denver Nuggets, pero el equipo consiguió elevar su nivel en la cancha liderados por el magnífico juego de Kobe Bryant y vence 4-2, para acceder a las finales donde consiguieron su 15.º campeonato de la NBA, derrotando a Orlando Magic en las finales por 4-1. Bryant fue nombrado MVP de las finales tras promediar 32,4 puntos, 5,6 rebotes y 7,4 asistencias, y Phil Jackson se convirtió en el entrenador más laureado de la liga con 10 anillos, superando a Red Auerbach.
En 2010, los Lakers volvieron a calificarse para los playoffs con un balance de 57-25 durante la temporada regular. En la primera ronda vencieron los Oklahoma City Thunder, liderados por Kevin Durant, por 4-2. En semifinales de conferencia derrotaron a los Utah Jazz de Deron Williams por 4-0, que acusaron la baja por lesión de Mehmet Okur. En las Finales de Conferencia vencieron 4-2 a los Phoenix Suns, alcanzando las finales donde consiguieron el campeonato de la NBA, al derrotar por 4-3 a sus eternos rivales, los Boston Celtics, nuevamente de la mano de Kobe Bryant, MVP por segundo año consecutivo.

#### 2011-2016: últimos años de Bryant
La temporada 2010-11 fue irregular para los Lakers. En el mes de enero, el entrenador Phil Jackson anunció que sería su última campaña como entrenador de baloncesto. A pesar de todo, acabaron la temporada regular con 57 victorias y 25 derrotas. El 11 de enero, lograron la victoria ante Cleveland Cavaliers por 55 puntos, 112-57, siendo la menor cifra de puntos anotada por un equipo contrario ante los Lakers en la historia de la liga. En playoffs, cayeron en las semifinales de conferencia de forma contundente ante Dallas Mavericks por 4-0.
El 25 de mayo de 2011 ficharon al exentrenador de Cleveland Cavaliers Mike Brown por cuatro temporadas y 18 millones de dólares. Según el General Manager Mitch Kupchak, Brown fue el elegido por sus conceptos defensivos. Semanas más tarde se hicieron con los servicios de Ettore Messina como entrenador asistente.
El 11 de diciembre de 2011, tras el fallido traspaso de Lamar Odom a New Orleans Hornets, este finalmente es enviado a los vigentes campeones de la NBA, los Dallas Mavericks. Días más tarde se hicieron con los servicios de Jason Kapono, Josh McRoberts y Troy Murphy. Al final, tras no poder hacerse ni con Chris Paul, que fichó por los Clippers ni con Dwight Howard, que decidió renovar un año más con los Orlando Magic, y tras una temporada llena de rumores con los traspasos, especialmente en la posición de base, se hicieron el último día habilitado para traspasos con Ramon Sessions, procedente de los Cleveland Cavaliers, junto con Christian Eyenga, mandando a Ohio a Luke Walton y Jason Kapono, aunque lo más destacado y sorprendente del día fuera el adiós de un histórico como Derek Fisher, traspasado a Houston Rockets a cambio de Jordan Hill. Se esperaba la salida de un base, pero era la de Steve Blake, nunca la del considerado como el 'eterno capitán'. Desde ese día, el jugador franquicia, Kobe Bryant, pasó a ser el primer capitán y Pau Gasol, señalado en todas las quinielas para ser traspasado, pasó a ser cocapitán. Se terminó la temporada regular con 41-25 y ganando la división Pacífico por una sola victoria de diferencia frente a los Clippers, pasaron la primera ronda frente a los Nuggets en el séptimo partido y fueron eliminados en semifinales de Conferencia por Oklahoma City Thunder por 4-1.
En el verano de 2012 los Lakers acometieron dos fichajes renombre. Steve Nash, que había anunciado que dejaría los Phoenix Suns tras ocho años en su segunda etapa en Arizona, llegó a Los Ángeles a través de un sign and trade en el que los Lakers enviaron a los Suns sus picks de primera ronda de los Drafts de 2013 y 2015 (aunque por las protecciones, ese último pick no pasó a Phoenix hasta 2018) y las segundas rondas de 2013 y 2014. En agosto, tras una temporada repleta de rumores sobre el destino del pívot Dwight Howard, este acabó desembarcando en los Lakers en un traspaso a cuatro bandas que involucró a los Orlando Magic, Philadelphia 76ers y Denver Nuggets. Los Lakers recibieron a Howard, además de Chris Duhon y Earl Clark de los propios Magic, a cambio, traspasaron a Andrew Bynum a los Sixers y a Josh McRoberts y Christian Eyenga a los Magic, además de una futura primera ronda de draft.
El 9 de noviembre es despedido Mike Brown tras una nefasta pretemporada, en la que no consiguieron ninguna victoria, y un mal arranque de campeonato. Fue reemplazado por Mike D'Antoni.
El 18 de febrero de 2013 se produce una trágica noticia en el seno de la franquicia con la muerte del propietario Jerry Buss considerado una persona muy querida en la liga y uno de los mejores propietarios de la historia. Desde ese momento la camiseta de los Lakers tendrá el logo de JB hasta el final de la temporada.
Los Lakers terminarían con un récord de 45-37. A pesar de como se empezó la temporada, y como se terminó, fue una gran temporada para los Lakers, llegando a clasificar séptimos en el Oeste. Pero la peor noticia vino del lado de la figura del equipo californiano, Kobe Bryant, que sufriría la peor lesión de su carrera hasta el momento, se rompía el tendón de Aquiles faltando dos partidos de temporada regular, dejándolo de 6 a 9 meses de inactividad. A los Lakers, les tocaría jugar contra los San Antonio Spurs, el equipo texano ganaría el primer y el segundo partido. Ya en el tercero, Steve Nash se lesionaba y se perdería los dos siguientes partidos. En esos dos partidos los Lakers perderían la serie y se acabaría una de las peores temporadas del equipo californiano.
El equipo de púrpura y oro no consiguió retener al pívot Dwight Howard que firmó por los Houston Rockets. Con la salida de Howard y el poco espacio salarial los Lakers ficharon a jugadores jóvenes con ganas de hacerse un hueco en la liga como Wesley Johnson, Nick Young, Shawne Williams y Ryan Kelly. Además el base Jordan Farmar volvió al equipo donde debutó en la NBA tras su paso por Europa. Finalmente Chris Kaman fue fichado para ejercer de pívot titular tras la marcha de Howard. Ron Artest fue despedido y para sustituirle llegó Nick Young, que jugaría en el equipo del que siempre fue seguidor.
El equipo empezó mejor de lo que se esperaba sin su estrella Kobe Bryant ni los continuos problemas de Steve Nash. Tras jugar una semana, Kobe Bryant volvió a lesionarse. Pau Gasol quedó como la única estrella del equipo en buen estado de salud, aunque fatigado por los incesantes rumores de traspaso que nunca se concretaron, pues los Lakers no aceptaron ninguna de las múltiples ofertas que llegaron por el español. El equipo quedó en penúltimo puesto del oeste y Gasol, que terminó contrato, partió rumbo a los Chicago Bulls.
Con su mala clasificación, los Lakers consiguieron la séptima elección del Draft de la NBA de 2014, con la que seleccionaron a Julius Randle. También se fichó a Jeremy Lin, aunque muy lejos de su mejor estado de forma. Byron Scott, integrante de la plantilla del Showtime de los años 80, sustituyó a Mike D'Antoni en el banquillo amarillo. En esta temporada las lesiones se cebaron con los Lakers: Randle se rompió la tibia y el peroné el día de su debut y fue baja todo el año, lo mismo que Steve Nash, que se fracturó la columna en un accidente doméstico, mientras Kobe Bryant pasó media temporada fuera de las pistas aquejado de dolores en diversas zonas del cuerpo. Los Lakers volvieron a quedar penúltimos de su conferencia y obtuvieron la segunda elección del Draft de la NBA de 2015, D'Angelo Russell, de quien se esperaba convertir en el relevo generacional de Kobe Bryant.

### 2016-2018: losBaby Lakers
El 14 de abril de 2016 el jugador franquicia Kobe Bryant ponía punto final a su carrera logrando una victoria ante los Utah Jazz con 60 puntos del escolta. Se abre una nueva etapa para la franquicia sin la participación en la plantilla de Kobe Bryant después de 20 años como jugador. Días más tarde de la retirada del jugador, la franquicia angelina le obsequió con un anillo a él y su esposa Vanesa, por toda la dedicación y todos sus años en la franquicia.
A principios de mayo, los Lakers anuncian el despido del exentrenador Byron Scott y se hacen con los servicios del exjugador y entrenador ayudante de los Golden State Warriors Luke Walton para las próximas cuatro temporadas. El 20 de mayo de 2016 los Lakers se hacen con la segunda posición y la posición número 32 en el draft de la NBA en el sorteo. El 24 de junio de 2016 seleccionan en el Draft de la NBA a Brandon Ingram y a Ivica Zubac.
Durante el verano, Los Angeles Lakers se hicieron en la agencia libre con dos grandes jugadores como Timofey Mozgov y Luol Deng para aportar veterania a un equipo en reconstrucción. Consiguen renovar a Jordan Clarkson y Tarik Black además de conseguir en el mercado de traspasos a José Manuel Calderón por parte de los Chicago Bulls de la NBA. Además, se incorpora como entrenador ayudante el exjugador Brian Shaw.
Después del All Star Game, los Lakers traspasaron a Louis Williams y Marcelinho Huertas a cambio de Corey Brewer, Tyler Ennis y una primera ronda del draft 2018 a los Houston Rockets. Posteriormente la franquicia decidió dar descanso a los fichajes estrellas del verano Luol Deng y Timofey Mozgov hasta la temporada que viene con el fin de desarrollar a los jóvenes talentos.

### 2018-presente: La era de LeBron James

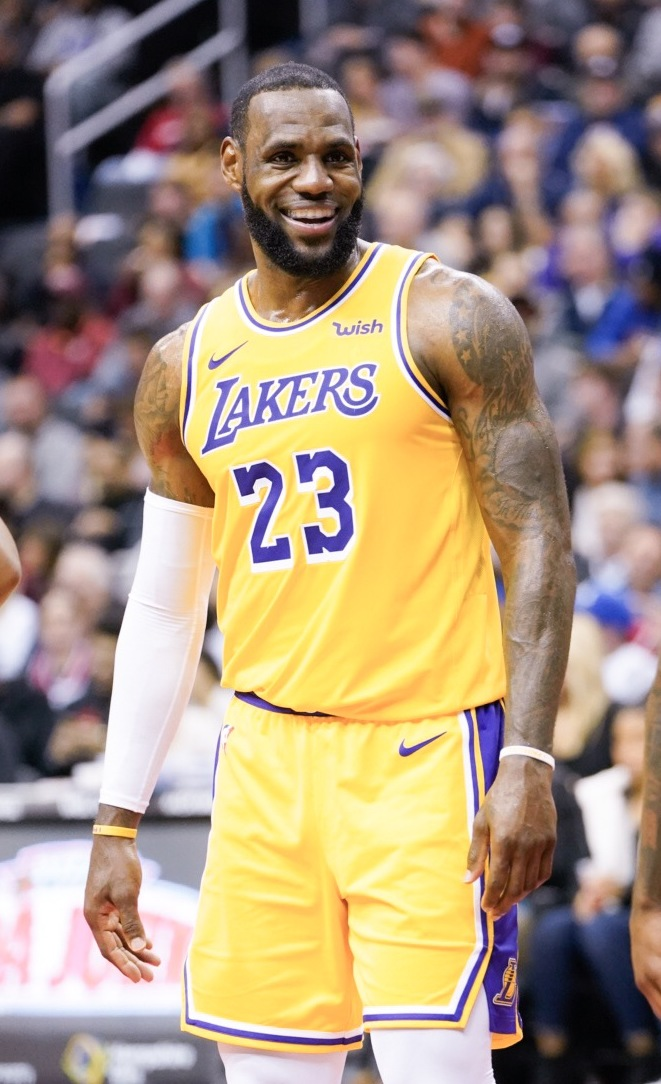
LeBron James fichó por los Lakers en 2018.

Tras un año de rumores, el 2 de julio de 2018 LeBron James anunció su fichaje por los Lakers. Ese verano los angelinos incorporaron a sus filas a los veteranos Rajon Rondo, JaVale McGee, Lance Stephenson y Michael Beasley. El equipo empezó bien el primer tramo de la temporada 2018-19, incluyendo una victoria ante los Golden State Warriors en la jornada del Día de Navidad. Sin embargo, a partir de ese partido (en el que James sufrió una lesión en la ingle que le tuvo sin jugar un mes), el rendimiento de los Lakers decayó y volvieron a quedar fuera de Playoffs por sexta ocasión consecutiva. Unos días después del término de la temporada Magic Johnson dimitió como presidente y Luke Walton dejó el equipo de mutuo acuerdo con la franquicia, siendo sustituido por Frank Vogel.
En julio de 2019, los Lakers ficharon a Anthony Davis en un traspaso a tres bandas en el que enviaron a Isaac Bonga, Jemerrio Jones, Moritz Wagner y una elección de segunda ronda del Draft de 2022 a los Washington Wizards y a Lonzo Ball, Josh Hart, De'Andre Hunter, Brandon Ingram, dinero y las elecciones de primera ronda de los Drafts de 2021, 2023 y 2024 a los New Orleans Pelicans. Las otras incorporaciones de los angelinos ese verano fueron Danny Green, DeMarcus Cousins, Avery Bradley, Jared Dudley y Troy Daniels. En los entrenamientos veraniegos, Cousins sufrió una rotura del ligamento cruzado anterior de la rodilla izquierda. Para cubrir su baja, los Lakers anunciaron el fichaje de Dwight Howard, quien regresó al equipo tras siete años.
El 26 de enero de 2020 Kobe Bryant falleció en un accidente de helicóptero junto con otras ocho personas, incluida su hija Gianna Maria, de trece años de edad. La noche anterior, LeBron había superado a Bryant como tercer máximo anotador de la historia de la NBA. Debido al suceso, el partido que debía enfrentar a los Lakers y a los Clippers el día 28 fue pospuesto. Los Lakers regresaron a las pistas el 31 de enero ante los Portland Trail Blazers. El equipo angelino añadió un parche con las siglas KB a sus camisetas hasta el final de la temporada.
Poco antes de la suspensión de la temporada por la pandemia de COVID-19, los Lakers certificaron su clasificación para Playoffs tras siete años de ausencia. Los Lakers lograron su trigésimo quinto título de división el 3 de agosto, en la reanudación de la campaña en la Burbuja de Orlando. Terminaron la temporada como líderes del Oeste con un balance de 52-19. En los Playoffs eliminaron en cinco partidos a Portland Trail Blazers, Houston Rockets y Denver Nuggets. En las Finales se enfrentaron a los Miami Heat, a quienes vencieron por 4-2 para lograr el primer título de la franquicia después de una década e igualar a los Boston Celtics como el equipo con más campeonatos de la historia de la NBA (17). LeBron James fue elegido MVP de las Finales.
De cara a la temporada 2020-21, los Lakers se reforzaron con Marc Gasol, Montrezl Harrell y Wesley Matthews en la agencia libre. A su vez, traspasaron a Danny Green a los Oklahoma City Thunder a cambio de Dennis Schröder. Del mismo modo, Anthony Davis regresó a los Lakers con un nuevo contrato por cinco años y 190 millones de dólares. Markieff Morris y Kentavious Caldwell-Pope también firmaron un nuevo contrato con la franquicia angelina. A pesar de eso, terminó con un balance de 42-30, en séptima posición de su conferencia. Dicha posición le permitió disputar la eliminatoria 'Play-In', donde eliminó a Warriors y se clasificaría para playoffs por segundo año consecutivo. En primera ronda cayeron ante los Phoenix Suns de Devin Booker, por 2-4.
Para la temporada 2021-22, los Lakers oficializarían el traspaso de Kyle Kuzma, Kentavious Caldwell-Pope y Montrezl Harrell más dos picks de segunda ronda del draft de la NBA de 2024 y 2028 a los Washington Wizards a cambio de Russell Westbrook. También, se concretó el regreso de Dwight Howard, Trevor Ariza, Wayne Ellington y Kent Bazemore con contratos de un año. Uno de los jugadores favoritos del público, Alex Caruso, dejó el equipo para fichar por los Chicago Bulls. Con una plantilla repleta de ilustres veteranos, los Lakers estuvieron lejos de una buena temporada, quedando en la undécima posición del Oeste, quedando fuera de los Playoffs a falta de dos jornadas. Esto ocasionó el despido del entrenador Frank Vogel.
De cara a la 2022-23 llegaron Patrick Beverley y Dennis Schröder y con Darvin Ham como entrenador, tuvieron un flojo inicio, que se acrecentó con la lesión de Anthony Davis. Luego en febrero traspasaron a Russell Westbrook y Kendrick Nunn para traer a Rui Hachimura, Malik Beasley, Jarred Vanderbilt y el regreso de D’Angelo Russell. Con estos cambios, el equipo finalizó séptimo de su conferencia, por lo que disputó el Play-In, ganando a Minnesota en el primer encuentro, para asegurarse el séptimo puesto en playoffs, clasificándose así por tercera vez en los cuatro últimos años. Ya en postemporada, derrotaron a Memphis Grizzlies en primera ronda (4-2), vencieron luego a Golden State Warriors (4-2), pero fueron barridos en las finales del Oeste ante los Denver Nuggets de Nikola Jokić (0-4).
En la temporada 2023-24, la NBA instauró una nueva competición, el In-Season Tournament, un torneo disputado durante los dos primeros meses de la temporada. Los Lakers se proclamaron campeones de la primera edición tras derrotar a Indiana Pacers en la final y haber logrado la victoria en los siete partidos disputados. LeBron James se alzó con el galardón de mejor jugador del torneo. Tras el buen cierre de temporada, el equipo ganó el partido de 'Play-In' contra New Orleans Pelicans, lo que los clasificó para postemporada. En esa instancia, se enfrentaron nuevamente a los Denver Nuggets, esta vez en primera ronda, donde fueron vencidos cómodamente (1-4). Al término de la temporada, los Lakers despidieron a Ham como entrenador jefe y contrataron a J. J. Redick como sustituto.
A mitad del curso 2024-25 los Lakers recibieron a Luka Dončić en un sorprendente traspaso a tres bandas en el que enviaron a Anthony Davis a los Dallas Mavericks.

## Pabellones

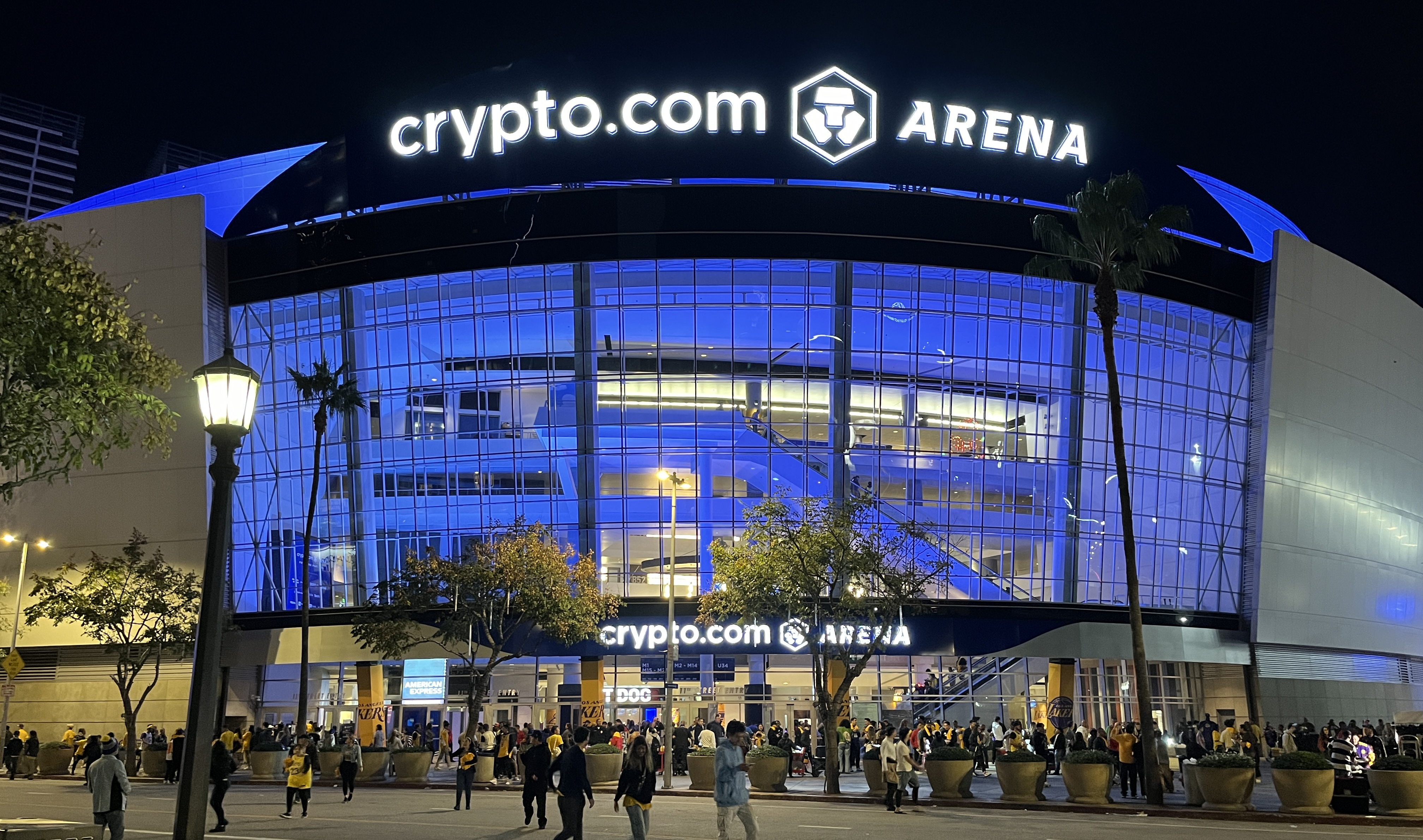
Los Lakers juegan en el Crypto.com Arena, antiguo Staples Center, desde 1999.

Los Lakers disputan sus partidos como local en el Crypto.com Arena, situado en L.A. Live, un complejo de entretenimiento en el Centro de Los Ángeles. El pabellón abrió sus puertas en el otoño de 1999, y cuenta con una capacidad de 19.060 espectadores. Antes de establecerse allí, los Lakers jugaron durante 32 temporadas en The Forum, en Inglewood, a unos 16 kilómetros de su actual ubicación. Durante sus primeros siete años en la ciudad, disputaron sus encuentros en el Los Angeles Memorial Sports Arena, situado al sur de Los Ángeles.
Durante la estancia del equipo en Mineápolis, los partidos se disputaban en el Minneapolis Auditorium, aunque en varias ocasiones tuvieron que alternarlo con el Minneapolis Armory y con el St. Paul Auditorium, cuando el pabellón principal estaba ocupado con otro tipo de eventos.

### Lista de pabellones
- Minneapolis Auditorium (1948-1960)
- Minneapolis Armory (1959-1960)
  - (Debido a problemas de calendario, los Lakers en realidad jugaban tanto en el Auditorium como en el Armory durante el periodo entre 1947 y 1960. También jugaron varios partidos en el St. Paul Auditorium)
- Los Angeles Memorial Sports Arena (1960-1967)
- The Forum (Great Western Forum) (1967-1999)
- Crypto.com Arena (1999-presente) [antes denominado como Staples Center (1999–2021)]

## Trayectoria
Nota: G:Partidos ganados; P:Partidos perdidos; %:porcentaje de victorias
| Temporada                                                      | G    | P    | %    | Playoffs                                                                                             | Resultados |
| -------------------------------------------------------------- | ---- | ---- | ---- | --- | --- |
| Minneapolis Lakers (NBL) (No se incluye en los totales de G/P) |      |      |      | | |
| 1947-48                                                        | 43   | 17   | .717 | Gana 1.ª Ronda Gana Semifinales NBL Gana Finales NBL                                                 | Minneapolis 3, Oshkosh 1 Minneapolis 2, Tri-Cities 0 Minneapolis 3, Rochester 2                                                 |
| Minneapolis Lakers (BAA) (Se incluye en los totales de G/P)    |      |      |      | | |
| 1948-49                                                        | 44   | 16   | .733 | Gana 1.ª Ronda Gana Semifinales BAA Gana Finales BAA                                                 | Minneapolis 2, Chicago 0 Minneapolis 2, Rochester 0 Minneapolis 4, Syracuse 2                                                   |
| Minneapolis Lakers (NBA)                                       |      |      |      | | |
| 1949-50                                                        | 51   | 17   | .750 | Gana 1.ª Ronda Gana Semifinales División Gana Finales División Gana Semifinales NBA Gana Finales NBA | Minneapolis - Rochester Minneapolis 2, Chicago 0 Minneapolis 2, Ft. Wayne 0 Minneapolis 2, Anderson 0 Minneapolis 4, Syracuse 2 |
| 1950-51                                                        | 44   | 24   | .647 | Gana Semifinales División Pierde Finales División                                                    | Minneapolis 2, Indianapolis 1 Rochester 3 Minneapolis 1                                                                         |
| 1951-52                                                        | 40   | 26   | .606 | Gana Semifinales División Gana Finales División Gana Finales NBA                                     | Minneapolis 2, Indianapolis 0 Minneapolis 3, Rochester 1 Minneapolis 4, New York 3                                              |
| 1952-53                                                        | 48   | 22   | .686 | Gana Semifinales División Gana Finales División Gana Finales NBA                                     | Minneapolis 2, Indianapolis 0 Minneapolis 3, Ft. Wayne 2 Minneapolis 4, New York 1                                              |
| 1953-54                                                        | 46   | 26   | .639 | Round-Robin Gana Finales División Gana Finales NBA                                                   | Minneapolis 3-0 - Rochester and Ft. Wayne Minneapolis 2, Rochester 1 Minneapolis 4, Syracuse 3                                  |
| 1954-55                                                        | 40   | 32   | .556 | Gana Semifinales División Pierde Finales División                                                    | Minneapolis 2, Rochester 1 Ft. Wayne 3, Minneapolis 1                                                                           |
| 1955-56                                                        | 33   | 39   | .458 | Gana Partido Segunda Plaza Gana Finales División                                                     | Minneapolis - St. Louis 2, Minneapolis 1                                                                                        |
| 1956-57                                                        | 34   | 38   | .472 | Pierde División Tiebreaker Gana Semifinales División Pierde Finales División                         | St. Louis - Minneapolis Minneapolis 2, Ft. Wayne 0 St. Louis 3, Minneapolis 0                                                   |
| 1957-58                                                        | 19   | 53   | .264 | | |
| 1958-59                                                        | 33   | 39   | .458 | Gana Semifinales División Gana Finales División Pierde Finales NBA                                   | Minneapolis 2, Detroit 1 Minneapolis 4, St. Louis 2 Boston 4, Minneapolis 0                                                     |
| 1959-60                                                        | 25   | 50   | .333 | Gana Semifinales División Pierde Finales División                                                    | Minneapolis 2, Detroit 0 St. Louis 4, Minneapolis 3                                                                             |
| Los Angeles Lakers                                             |      |      |      | | |
| 1960-61                                                        | 36   | 43   | .456 | Gana Semifinales División Pierde Finales División                                                    | Los Ángeles 2, Detroit 0 St. Louis 4, Los Ángeles 3                                                                             |
| 1961-62                                                        | 54   | 26   | .675 | Gana Finales División Pierde Finales NBA                                                             | Los Ángeles 3, Detroit 2 Boston 4, Los Ángeles 3                                                                                |
| 1962-63                                                        | 53   | 27   | .663 | Gana Finales División Pierde Finales NBA                                                             | Los Ángeles 4, St. Louis 3 Boston 4, Los Ángeles 2                                                                              |
| 1963-64                                                        | 42   | 38   | .525 | Pierde Finales División                                                                              | St. Louis 3, Los Ángeles 2 |
| 1964-65                                                        | 49   | 31   | .613 | Gana Finales División Pierde Finales NBA                                                             | Los Ángeles 4, Baltimore 2 Boston 4, Los Ángeles 1                                                                              |
| 1965-66                                                        | 45   | 35   | .563 | Gana Finales División Pierde Finales NBA                                                             | Los Ángeles 4, St. Louis 3 Boston 4, Los Ángeles 3                                                                              |
| 1966-67                                                        | 36   | 45   | .444 | Pierde Semifinales División                                                                          | San Francisco 3, Los Ángeles 0                                                                                                  |
| 1967-68                                                        | 52   | 30   | .634 | Gana Semifinales División Gana Finales División Pierde Finales NBA                                   | Los Ángeles 4, Chicago 1 Los Ángeles 4, San Francisco 0 Boston 4, Los Ángeles 2                                                 |
| 1968-69                                                        | 55   | 27   | .671 | Gana Semifinales División Gana Finales División Pierde Finales NBA                                   | Los Ángeles 4, San Francisco 2 Los Ángeles 4, Atlanta 1 Boston 4, Los Ángeles 3                                                 |
| 1969-70                                                        | 46   | 36   | .561 | Gana Semifinales Conferencia Gana Finales Conferencia Pierde Finales NBA                             | Los Ángeles 4, Phoenix 3 Los Ángeles 4, Atlanta 0 New York 4, Los Ángeles 3                                                     |
| 1970-71                                                        | 48   | 34   | .585 | Gana Semifinales Conferencia Pierde Finales Conferencia                                              | Los Ángeles 4, Chicago 3 Milwaukee 4, Los Ángeles 1                                                                             |
| 1971-72                                                        | 69   | 13   | .841 | Gana Semifinales Conferencia Gana Finales Conferencia Gana Finales NBA                               | Los Ángeles 4, Chicago 0 Los Ángeles 4, Milwaukee 2 Los Ángeles 4, New York 1                                                   |
| 1972-73                                                        | 60   | 22   | .732 | Gana Semifinales Conferencia Gana Finales Conferencia Pierde Finales NBA                             | Los Ángeles 4, Chicago 3 Los Ángeles 4, Golden State 1 New York 4, Los Ángeles 1                                                |
| 1973-74                                                        | 47   | 35   | .573 | Pierde 1.ª Ronda                                                                                     | Milwaukee 4, Los Ángeles 1 |
| 1974-75                                                        | 30   | 52   | .366 | | |
| 1975-76                                                        | 40   | 42   | .488 | | |
| 1976-77                                                        | 53   | 29   | .646 | Gana 1.ª Ronda Pierde Semifinales Conferencia                                                        | Los Ángeles 4, Golden State 3 Portland 4, Los Ángeles 0                                                                         |
| 1977-78                                                        | 45   | 37   | .549 | Pierde 1.ª Ronda                                                                                     | Seattle 2, Los Ángeles 1 |
| 1978-79                                                        | 47   | 35   | .573 | Gana 1.ª Ronda Pierde Semifinales Conferencia                                                        | Los Ángeles 2, Denver 1 Seattle 4, Los Ángeles 1                                                                                |
| 1979-80                                                        | 60   | 22   | .732 | Gana Semifinales Conferencia Gana Finales Conferencia Gana Finales NBA                               | Los Ángeles 4, Phoenix 1 Los Ángeles 4, Seattle 1 Los Angeles 4, Philadelphia 2                                                 |
| 1980-81                                                        | 54   | 28   | .659 | Pierde 1.ª Ronda                                                                                     | Houston 2, Los Ángeles 1 |
| 1981-82                                                        | 57   | 25   | .695 | Gana Semifinales Conferencia Gana Finales Conferencia Gana Finales NBA                               | Los Ángeles 4, Phoenix 0 Los Ángeles 4, San Antonio 0 Los Angeles 4, Philadelphia 2                                             |
| 1982-83                                                        | 58   | 24   | .707 | Gana Semifinales Conferencia Gana Finales Conferencia Pierde Finales NBA                             | Los Ángeles 4, Portland 1 Los Ángeles 4, San Antonio 2 Philadelphia 4, Los Ángeles 0                                            |
| 1983-84                                                        | 54   | 28   | .659 | Gana 1.ª Ronda Gana Semifinales Conferencia Gana Finales Conferencia Pierde Finales NBA              | Los Ángeles 3, Kansas City 0 Los Ángeles 4, Dallas 1 Los Ángeles 4, Phoenix 2 Boston 4, Los Ángeles 3                           |
| 1984-85                                                        | 62   | 20   | .756 | Gana 1.ª Ronda Gana Semifinales Conferencia Gana Finales Conferencia Gana Finales NBA                | LA Lakers 3, Phoenix 0 LA Lakers 4, Portland 1 LA Lakers 4, Denver 1 LA Lakers 4, Boston 2                                      |
| 1985-86                                                        | 62   | 20   | .756 | Gana 1.ª Ronda Gana Semifinales Conferencia Pierde Finales Conferencia                               | LA Lakers 3, San Antonio 0 LA Lakers 4, Dallas 2 Houston 4, LA Lakers 1                                                         |
| 1986-87                                                        | 65   | 17   | .793 | Gana 1.ª Ronda Gana Semifinales Conferencia Gana Finales Conferencia Gana Finales NBA                | LA Lakers 3, Denver 0 LA Lakers 4, Golden State 1 LA Lakers 4, Seattle 0 LA Lakers 4, Boston 2                                  |
| 1987-88                                                        | 62   | 20   | .756 | Gana 1.ª Ronda Gana Semifinales Conferencia Gana Finales Conferencia Gana Finales NBA                | LA Lakers 3, San Antonio 0 LA Lakers 4, Utah 3 LA Lakers 4, Dallas 3 LA Lakers 4, Detroit 3                                     |
| 1988-89                                                        | 57   | 25   | .695 | Gana 1.ª Ronda Gana Semifinales Conferencia Gana Finales Conferencia Pierde Finales NBA              | LA Lakers 3, Portland 0 LA Lakers 4, Seattle 0 LA Lakers 4, Phoenix 0 Detroit 4, LA Lakers 0                                    |
| 1989-90                                                        | 63   | 19   | .768 | Gana 1.ª Ronda Pierde Semifinales Conferencia                                                        | LA Lakers 3, Houston 1 Phoenix 4, LA Lakers 1                                                                                   |
| 1990-91                                                        | 58   | 24   | .707 | Gana 1.ª Ronda Gana Semifinales Conferencia Gana Finales Conferencia Pierde Finales NBA              | LA Lakers 3, Houston 0 LA Lakers 4, Golden State 1 LA Lakers 4, Portland 2 Chicago 4, LA Lakers 1                               |
| 1991-92                                                        | 43   | 39   | .524 | Pierde 1.ª Ronda                                                                                     | Portland 3, LA Lakers 1 |
| 1992-93                                                        | 39   | 43   | .476 | Pierde 1.ª Ronda                                                                                     | Phoenix 3, LA Lakers 2 |
| 1993-94                                                        | 33   | 49   | .402 | | |
| 1994-95                                                        | 48   | 34   | .585 | Gana 1.ª Ronda Pierde Semifinales Conferencia                                                        | LA Lakers 3, Seattle 1 San Antonio 4, LA Lakers 2                                                                               |
| 1995-96                                                        | 53   | 29   | .646 | Pierde 1.ª Ronda                                                                                     | Houston 3, LA Lakers 1 |
| 1996-97                                                        | 56   | 26   | .683 | Gana 1.ª Ronda Pierde Semifinales Conferencia                                                        | LA Lakers 3, Portland 1 Utah 4, LA Lakers 1                                                                                     |
| 1997-98                                                        | 61   | 21   | .744 | Gana 1.ª Ronda Gana Semifinales Conferencia Pierde Finales Conferencia                               | LA Lakers 3, Portland 1 LA Lakers 4, Seattle 1 Utah 4, LA Lakers 0                                                              |
| 1998-99                                                        | 31   | 19   | .620 | Gana 1.ª Ronda Pierde Semifinales Conferencia                                                        | LA Lakers 3, Houston 1 San Antonio 4, LA Lakers 0                                                                               |
| 1999-2000                                                      | 67   | 15   | .817 | Gana 1.ª Ronda Gana Semifinales Conferencia Gana Finales Conferencia Gana Finales NBA                | LA Lakers 3, Sacramento 2 LA Lakers 4, Phoenix 1 LA Lakers 4, Portland 3 LA Lakers 4, Indiana 2                                 |
| 2000-01                                                        | 56   | 26   | .683 | Gana 1.ª Ronda Gana Semifinales Conferencia Gana Finales Conferencia Gana Finales NBA                | LA Lakers 3, Portland 0 LA Lakers 4, Sacramento 0 LA Lakers 4, San Antonio 0 LA Lakers 4, Philadelphia 1                        |
| 2001-02                                                        | 58   | 24   | .707 | Gana 1.ª Ronda Gana Semifinales Conferencia Gana Finales Conferencia Gana Finales NBA                | LA Lakers 3, Portland 0 LA Lakers 4, San Antonio 1 LA Lakers 4, Sacramento 3 LA Lakers 4, New Jersey 0                          |
| 2002-03                                                        | 50   | 32   | .610 | Gana 1.ª Ronda Pierde Semifinales Conferencia                                                        | LA Lakers 4, Minnesota 2 San Antonio 4, LA Lakers 2                                                                             |
| 2003-04                                                        | 56   | 26   | .683 | Gana 1.ª Ronda Gana Semifinales Conferencia Gana Finales Conferencia Pierde Finales NBA              | LA Lakers 4, Houston 1 LA Lakers 4, San Antonio 2 LA Lakers 4, Minnesota 2 Detroit 4, LA Lakers 1                               |
| 2004-05                                                        | 34   | 48   | .415 | | |
| 2005-06                                                        | 45   | 37   | .549 | Pierde 1.ª Ronda                                                                                     | Phoenix 4, LA Lakers 3 |
| 2006-07                                                        | 42   | 40   | .519 | Pierde 1.ª Ronda                                                                                     | Phoenix 4, LA Lakers 1 |
| 2007-08                                                        | 57   | 25   | .695 | Gana 1.ª Ronda Gana Semifinales Conferencia Gana Finales de Conferencia Pierde Finales de la NBA     | LA Lakers 4, Denver 0 LA Lakers 4, Utah 2 LA Lakers 4, San Antonio 1 Boston 4, LA Lakers 2                                      |
| 2008-09                                                        | 65   | 17   | .793 | Gana 1.ª Ronda Gana Semifinales Conferencia Gana Finales de Conferencia Gana Finales NBA             | LA Lakers 4, Utah 1 LA Lakers 4, Houston 3 LA Lakers 4, Denver 2 LA Lakers 4, Orlando 1                                         |
| 2009-10                                                        | 57   | 25   | .695 | Gana 1.ª Ronda Gana Semifinales Conferencia Gana Finales Conferencia Gana Finales NBA                | LA Lakers 4, Oklahoma City 2 LA Lakers 4, Utah 0 LA Lakers 4, Phoenix 2 LA Lakers 4, Boston 3                                   |
| 2010-11                                                        | 57   | 25   | .695 | Gana 1.ª Ronda Pierde Semifinales Conferencia                                                        | LA Lakers 4, New Orleans 2 Dallas 4, LA Lakers 0                                                                                |
| 2011-12                                                        | 41   | 25   | .621 | Gana 1.ª Ronda Pierde Semifinales Conferencia                                                        | LA Lakers 4, Denver 3 Oklahoma City 4, LA Lakers 1                                                                              |
| 2012-13                                                        | 45   | 37   | .549 | Pierde 1.ª Ronda                                                                                     | San Antonio 4, LA Lakers 0 |
| 2013-14                                                        | 27   | 55   | .329 | | |
| 2014-15                                                        | 21   | 61   | .256 | | |
| 2015-16                                                        | 17   | 65   | .207 | | |
| 2016-17                                                        | 26   | 56   | .317 | | |
| 2017-18                                                        | 35   | 47   | .427 | | |
| 2018-19                                                        | 37   | 45   | .451 | | |
| 2019-20                                                        | 52   | 19   | .732 | Gana 1.ª Ronda Gana Semifinales Conferencia Gana Finales Conferencia Gana Finales NBA                | LA Lakers 4, Portland 1 LA Lakers 4, Houston 1 LA Lakers 4, Denver 1 LA Lakers 4, Miami 2                                       |
| 2020-21                                                        | 42   | 30   | .583 | Pierde 1.ª Ronda                                                                                     | Phoenix 4, LA Lakers 2 |
| 2021-22                                                        | 33   | 49   | .402 | | |
| 2022-23                                                        | 43   | 39   | .524 | Gana 1.ª Ronda Gana Semifinales Conferencia Pierde Finales Conferencia                               | LA Lakers 4, Memphis 2 LA Lakers 4, Golden State 2 Denver 4, LA Lakers 0                                                        |
| 2023-24                                                        | 47   | 35   | .573 | Pierde 1.ª Ronda                                                                                     | Denver 4, LA Lakers 1 |
| 2024-25                                                        | 50   | 32   | .610 | Pierde 1.ª Ronda                                                                                     | Minnesota 4, LA Lakers 1 |
| Totales                                                        | 3600 | 2486 | .591 | | |
| Playoffs                                                       | 466  | 321  | .592 | 17 Campeonatos                                                                                       | 17 Campeonatos |

## Trayectoria en NBA Cup
Nota: G:Partidos ganados; P:Partidos perdidos; PF:Puntos a favor; PC:Puntos en contra; DP:Diferencia de puntos.
| Temporada         | G | P | PF  | PC  | DP  | Fase eliminatoria                                 | Resultados                                                                          |
| ----------------- | - | - | --- | --- | --- | ------------------------------------------------- | ----------------------------------------------------------------------------------- |
| 2023              | 4 | 0 | 494 | 420 | +74 | Gana Cuartos de final Gana Semifinales Gana Final | LA Lakers 106, Phoenix 103 LA Lakers 133, New Orleans 89 LA Lakers 123, Indiana 109 |
| Totales           | 4 | 0 | 494 | 420 | +74 |                                                   |                                                                                     |
| Fase eliminatoria | 3 | 0 | 362 | 301 | +61 | 1 Campeonato                                      | 1 Campeonato                                                                        |

## Jugadores

### Derechos internacionales
Los Angeles Lakers tienen los derechos internacionales sobre los siguientes jugadores.
| Draft | Ronda | Puesto | Jugador         | Pos. | Nacionalidad | Equipo actual                      | Nota(s)                          | Ref     |
| ----- | ----- | ------ | --------------- | ---- | ------------ | ---------------------------------- | -------------------------------- | ------- |
| 2014  | 2     | 57     | Louis Labeyrie  | PF   | Francia      | UNICS Kazan (Rusia)                | Adquirido de los New York Knicks | [ 120 ] |
| 2009  | 2     | 59     | Chinemelu Elonu | AP   | Nigeria      | Capitanes de Arecibo (Puerto Rico) |                                  | [ 121 ] |

### Jugadores notables

#### Miembros delBasketball Hall of Fame
Los Lakers tienen un total de 39 miembros del Basketball Hall of Fame: 29 jugadores, 5 entrenadores, 1 entrenador asistente y 4 contribuidores.
| Los Angeles Lakers Hall of Famers | Los Angeles Lakers Hall of Famers | Los Angeles Lakers Hall of Famers | Los Angeles Lakers Hall of Famers | Los Angeles Lakers Hall of Famers | Los Angeles Lakers Hall of Famers | Los Angeles Lakers Hall of Famers | Los Angeles Lakers Hall of Famers | Los Angeles Lakers Hall of Famers           | Los Angeles Lakers Hall of Famers | Los Angeles Lakers Hall of Famers |
| Jugadores                         | Jugadores                         | Jugadores                         | Jugadores                         | Jugadores                         | Jugadores                         | Jugadores                         | Jugadores                         | Jugadores                                   | Jugadores                         |                                   |
| N.º.                              | Nombre                            | Posición                          | Período                           | Año                               | N.º.                              | Nombre                            | Posición                          | Período                                     | Año                               |                                   |
| --------------------------------- | --------------------------------- | --------------------------------- | --------------------------------- | --------------------------------- | --------------------------------- | --------------------------------- | --------------------------------- | ------------------------------------------- | --------------------------------- | --------------------------------- |
| 99                                | George Mikan 1                    | P                                 | 1948–1954 1955–1956               | 1959                              | 22                                | Elgin Baylor                      | A                                 | 1958–1971                                   | 1977                              |                                   |
| 17                                | Jim Pollard 2                     | A                                 | 1948–1955                         | 1978                              | 13                                | Wilt Chamberlain                  | P                                 | 1968–1973                                   | 1979                              |                                   |
| 44                                | Jerry West 3 5                    | B                                 | 1960–1974                         | 1980                              | 22                                | Slater Martin                     | B                                 | 1949–1956                                   | 1982                              |                                   |
| 34 89                             | Clyde Lovellette                  | AP/P                              | 1953–1957                         | 1988                              | 42                                | Connie Hawkins                    | AP/P                              | 1973–1975                                   | 1992                              |                                   |
| 19                                | Vern Mikkelsen                    | AP                                | 1949–1959                         | 1995                              | 33                                | Kareem Abdul-Jabbar               | P                                 | 1975–1989                                   | 1995                              |                                   |
| 11 25                             | Gail Goodrich                     | E                                 | 1965–1968 1970–1976               | 1996                              | 11                                | Bob McAdoo                        | AP/P                              | 1981–1985                                   | 2000                              |                                   |
| 32                                | Magic Johnson 4 6                 | B                                 | 1979–1991 1996                    | 2002                              | 00 42                             | James Worthy                      | A                                 | 1982–1994                                   | 2003                              |                                   |
| 4                                 | Adrian Dantley                    | A                                 | 1977–1979                         | 2008                              | 11                                | Karl Malone 7                     | AP                                | 2003–2004                                   | 2010                              |                                   |
| 73                                | Dennis Rodman                     | AP                                | 1999                              | 2011                              | 52                                | Jamaal Wilkes                     | A                                 | 1977–1985                                   | 2012                              |                                   |
| 20                                | Gary Payton                       | B                                 | 2003–2004                         | 2013                              | 23                                | Mitch Richmond                    | E                                 | 2001–2002                                   | 2014                              |                                   |
| 31                                | Spencer Haywood                   | AP                                | 1979–1980                         | 2015                              | 31                                | Zelmo Beaty                       | P                                 | 1974–1975                                   | 2016                              |                                   |
| 34                                | Shaquille O'Neal                  | P                                 | 1996–2004                         | 2016                              | 11                                | Charlie Scott                     | B                                 | 1977–1978                                   | 2018                              |                                   |
| 10                                | Steve Nash                        | B                                 | 2012–2015                         | 2018                              | 12                                | Vlade Divac                       | P                                 | 1989–1996 2004–2005                         | 2019                              |                                   |
| 8 24                              | Kobe Bryant                       | E                                 | 1996–2016                         | 2020                              | 23                                | Lou Hudson                        | E/A                               | 1977–1979                                   | 2022                              |                                   |
| 16                                | Pau Gasol                         | AP/P                              | 2008–2014                         | 2023                              | 21                                | Michael Cooper                    | A                                 | 1978–1990                                   | 2024                              |                                   |
| Entrenadores                      |                                   |                                   |                                   |                                   |                                   |                                   |                                   |                                             |                                   |                                   |
| Nombre                            | Nombre                            | Posición                          | Período                           | Año                               | Nombre                            | Nombre                            | Posición                          | Período                                     | Año                               |                                   |
| John Kundla                       | John Kundla                       | Entrenador                        | 1948–1957 1958–1959               | 1995                              | Bill Sharman                      | Bill Sharman                      | Entrenador                        | 1971–1976                                   | 2004                              |                                   |
| Phil Jackson                      | Phil Jackson                      | Entrenador                        | 1999–2004 2005–2011               | 2007                              | 12                                | Pat Riley 8                       | Entrenador                        | 1979–1981 (asistente) 1981–1990 (principal) | 2008                              |                                   |
| Tex Winter                        | Tex Winter                        | Entrenador asistente              | 1999–2008                         | 2011                              | Rudy Tomjanovich                  | Rudy Tomjanovich                  | Entrenador                        | 2004–2005                                   | 2020                              |                                   |
| Contribuyentes                    |                                   |                                   |                                   |                                   |                                   |                                   |                                   |                                             |                                   |                                   |
| Nombre                            | Nombre                            | Posición                          | Período                           | Año                               | Nombre                            | Nombre                            | Posición                          | Período                                     | Año                               |                                   |
| Pete Newell9                      | Pete Newell9                      | General manager                   | 1972–1976                         | 1979                              |                                   | Chick Hearn                       | Locutor                           | 1961–2002                                   | 2003                              |                                   |
| Jerry Buss                        | Jerry Buss                        | Propietario                       | 1979–2013                         | 2010                              | Del Harris                        | Del Harris                        | Entrenador                        | 1994–1999                                   | 2022                              |                                   |

#### Números retirados
| Números retirados de Los Angeles Lakers |                     |              |                      |                       |
| N.º                                     | Jugador             | Puesto       | Período              | Fecha de la ceremonia |
| 8                                       | Kobe Bryant         | E            | 1996–2016            | 18/12/2017            |
| 13                                      | Wilt Chamberlain    | P            | 1968–1973            | 09/11/1983            |
| 16                                      | Pau Gasol           | P            | 2008-2014            | 07/03/2023            |
| 21                                      | Michael Cooper      | A            | 1978–1990            | 13/01/2025            |
| 22                                      | Elgin Baylor        | A            | 1958–1971            | 09/11/1983            |
| 24                                      | Kobe Bryant         | E            | 1996–2016            | 18/12/2017            |
| 25                                      | Gail Goodrich       | B            | 1965–1968, 1970–1976 | 20/11/1986            |
| 32                                      | Magic Johnson       | B            | 1979–1991, 1996      | 16/02/1992            |
| 33                                      | Kareem Abdul-Jabbar | P            | 1975–1989            | 20/03/1989            |
| 34                                      | Shaquille O'Neal    | P            | 1996–2004            | 02/04/2017            |
| 42                                      | James Worthy        | A            | 1982–1994            | 10/12/1995            |
| 44                                      | Jerry West          | B            | 1960–1974            | 19/11/1983            |
| 52                                      | Jamaal Wilkes       | A            | 1977–1985            | 28/12/2012            |
| 99                                      | George Mikan        | P            | 1948–1956            | 30/10/2022            |
| (Micrófono)                             | Chick Hearn         | Comentarista | 1961–2002            | 02/12/2002            |

## Entrenadores
| Temp.         | Entrenador           | Temp. Regular | Playoffs | Campeonatos |
| ------------- | -------------------- | ------------- | -------- | ----------- |
| 1948-57       | John Kundla          | 380-240       | 54-28    | 5           |
| 1957-58       | George Mikan         | 9-30          | -        | -           |
|               | John Kundla          | 10-23         | -        | -           |
| 1958-59       | John Kundla          | 33-39         | 6-7      | -           |
| 1959-60       | John Castellani      | 11-25         | -        | -           |
|               | Jim Pollard          | 14-25         | 5-4      | -           |
| 1960-67       | Fred Schaus          | 315-245       | 33-38    | -           |
| 1967-69       | Bill Van Breda Kolff | 107-57        | 21-12    | -           |
| 1969-71       | Joe Mullaney         | 94-70         | 16-14    | -           |
| 1971-76       | Bill Sharman         | 246-164       | 22-15    | 1           |
| 1976-79       | Jerry West           | 145-101       | 8-14     | -           |
| 1979-80       | Jack McKinney        | 9-4           | -        | -           |
|               | Paul Westhead        | 51-18         | 12-4     | 1           |
| 1980-82       | Paul Westhead        | 61-32         | 1-2      | -           |
|               | Pat Riley            | 50-21         | 12-2     | 1           |
| 1982-90       | Pat Riley            | 483-173       | 90-47    | 3           |
| 1990-92       | Mike Dunleavy        | 101- 63       | 13-10    | -           |
| 1992-94       | Randy Pfund          | 66-80         | 2-3      | -           |
|               | Bill Bertka          | 1-1           | -        | -           |
|               | Magic Johnson        | 5-11          | -        | -           |
| 1994-99       | Del Harris           | 224-116       | 17-19    | -           |
|               | Bill Bertka          | 1- 0          | -        | -           |
|               | Kurt Rambis          | 24-13         | 3-5      | -           |
| 1999-04       | Phil Jackson         | 287-123       | 64-28    | 3           |
| 2004-05       | Rudy Tomjanovich     | 24-19         | -        | -           |
| 2004-05       | Frank Hamblen        | 10-29         | -        | -           |
| 2005-2011     | Phil Jackson         | 209-119       | 34-22    | 2           |
| 2011-2012     | Mike Brown           | 42-29         | 5-8      | -           |
| 2012          | Bernie Bickerstaff   | 2-1           | -        | -           |
| 2012-2014     | Mike D'Antoni        | 67-87         | 0-4      | -           |
| 2014-2016     | Byron Scott          | 38-126        | -        | -           |
| 2016-2019     | Luke Walton          | 98-148        | -        | -           |
| 2019-2022     | Frank Vogel          | 127-98        | 18-9     | 1           |
| 2022-2024     | Darvin Ham           | -             | -        | -           |
| 2024-presente | J. J. Redick         | -             | -        | -           |

## Gestión

### General Managers
| GM            | Periodo       |
| ------------- | ------------- |
| Max Winter    | 1948–1954     |
| George Mikan  | 1954–1957     |
| John Kundla   | 1957–1959     |
| Bob Short     | 1959–1960     |
| Lou Mohs      | 1960–1967     |
| Fred Schaus   | 1967–1972     |
| Pete Newell   | 1972–1976     |
| Bill Sharman  | 1976–1982     |
| Jerry West    | 1982–2000     |
| Mitch Kupchak | 2000–2017     |
| Magic Johnson | 2017–2019     |
| Rob Pelinka   | 2019–presente |

## Premios
| MVP de la temporada - Kareem Abdul-Jabbar - 1976, 1977, 1980 - Magic Johnson - 1987, 1989, 1990 - Shaquille O'Neal - 2000 - Kobe Bryant - 2008 MVP de las finales de la NBA - Jerry West - 1969 - Wilt Chamberlain - 1972 - Magic Johnson - 1980, 1982, 1987 - Kareem Abdul-Jabbar - 1985 - James Worthy - 1988 - Shaquille O'Neal - 2000, 2001, 2002 - Kobe Bryant - 2009, 2010 - LeBron James - 2020 Mejor defensor - Michael Cooper - 1987 Mejor sexto hombre - Lamar Odom - 2011 Rookie del Año - Elgin Baylor - 1959 Entrenador del Año - Bill Sharman - 1972 - Pat Riley - 1990 - Del Harris - 1995 Ejecutivo del Año de la NBA - Jerry West – 1995 Premio Mejor Ciudadano J. Walter Kennedy - Magic Johnson - 1992 - Michael Cooper - 1986 - Ron Artest - 2011 - Pau Gasol - 2012 | Mejor quinteto de la temporada - George Mikan - 1949, 1950, 1951, 1952, 1953, 1954 - Jim Pollard - 1949, 1950 - Elgin Baylor - 1959, 1960, 1961, 1962, 1963, 1964, 1965, 1967, 1968, 1969 - Jerry West - 1962, 1963, 1964, 1965, 1966, 1967, 1970, 1971, 1972, 1973 - Gail Goodrich - 1974 - Kareem Abdul-Jabbar - 1976, 1977, 1980, 1981, 1986 - Magic Johnson - 1983, 1985, 1986, 1987, 1988, 1989, 1990, 1991 - Shaquille O'Neal - 1998, 2000, 2001, 2002, 2003, 2004 - Kobe Bryant - 2002, 2003, 2004, 2006, 2007, 2008, 2009, 2010, 2011, 2012, 2013 - LeBron James - 2020 - Anthony Davis - 2020 Segundo mejor quinteto de la temporada - Vern Mikkelsen - 1951, 1952, 1953, 1955 - Jim Pollard - 1952, 1954 - Slater Martin - 1955, 1956 - Clyde Lovellette - 1956 - Dick Garmaker - 1957 - Jerry West - 1968, 1969 - Wilt Chamberlain - 1972 - Kareem Abdul-Jabbar - 1978, 1979, 1983, 1985 - Magic Johnson - 1982 - Shaquille O'Neal - 1999 - Kobe Bryant - 2000, 2001 - Pau Gasol - 2011 - Andrew Bynum - 2012 - LeBron James - 2021 - Anthony Davis - 2024 Tercer mejor quinteto de la temporada - James Worthy - 1990, 1991 - Shaquille O'Neal - 1997 - Kobe Bryant - 1999, 2005 - Pau Gasol - 2009, 2010 - Dwight Howard - 2013 - LeBron James - 2019, 2022, 2023, 2024 | Mejor quinteto defensivo - Jerry West - 1970, 1971, 1972, 1973 - Wilt Chamberlain - 1972, 1973 - Kareem Abdul-Jabbar - 1979, 1980, 1981 - Michael Cooper - 1982, 1984, 1985, 1987, 1988 - Kobe Bryant - 2000, 2003, 2004, 2006, 2007, 2008, 2009, 2010, 2011 - Anthony Davis - 2020, 2024 Segundo mejor quinteto defensivo - Jerry West - 1969 - Kareem Abdul-Jabbar - 1976, 1977, 1978, 1984 - Michael Cooper - 1981, 1983, 1986 - A.C. Green - 1989 - Eddie Jones - 1998 - Shaquille O'Neal - 2000, 2001, 2003 - Kobe Bryant - 2001, 2002, 2012 MVP del All-Star Game - George Mikan - 1953 - Elgin Baylor - 1959 - Jerry West - 1972 - Magic Johnson - 1990, 1992 - Shaquille O'Neal - 2000, 2004 - Kobe Bryant - 2002, 2007, 2009, 2011 MVP del NBA In-Season Tournament - LeBron James (2023) |

## Afición

### Fanscélebres
Debido a la proximidad del equipo con Hollywood, entre los fans de los Lakers se puede encontrar bastantes actores y músicos famosos que habitualmente acuden a los partidos en casa del equipo. Jack Nicholson es el miembro más asiduo de este grupo, ya que compra abonos de temporada desde los años 70. Otras celebridades conocidas y asiduas al Staples son Will Smith, Denzel Washington, Dustin Hoffman, Andy García, Patrick Swayze, Donald Sutherland, Penny Marshall, Ice Cube, Sylvester Stallone, Ryan Sheckler, Cameron Diaz, Dyan Cannon, Snoop Dogg, James Lafferty, Justin Timberlake, Halle Berry, Richard Dreyfuss, Pete Sampras, Tobey Maguire, Edward Norton, Salma Hayek, Ashton Kutcher, Demi Moore, Tyra Banks, Landon Donovan, David Beckham, Elisha Cuthbert, Charlize Theron, Robert Downey Jr., Jessica Alba, Mari Iijima, Adam Sandler, Hayden Panettiere, Adam Levine.
Los componentes del grupo musical californiano Red Hot Chili Peppers son también fans de los Lakers. Las canciones "Salute to Kareem" y "Magic Johnson", tributos a la época dorada del equipo, pueden ser encontradas en su álbum Mother's Milk. Desde la temporada 2005-2006 el bajista del grupo, Flea, escribe un blog sobre los Lakers en NBA.com.